# Friedrich Wilhelm Siegmund von der Marwitz
Friedrich Wilhelm Siegmund von der Marwitz (* 22. August 1726 in Grabow; † 22. November 1788 in Bielefeld) war ein preußischer Generalmajor und Chef des Regiments Marwitz zu Fuß.

## Leben

### Herkunft
Er war der Sohn von Alexander Magnus Kurt von der Marwitz (1693–1743) und dessen Ehefrau Charlotte Lucretia, geborene von Ilow († 1754). Sein Vater war Kapitän im Infanterieregiment „von Forcade“ und Erbherr auf Grabow in der Neumark. Sein Bruder war der spätere Generalmajor Kurt August von der Marwitz (1737–1808).

### Militärkarriere
Marwitz besuchte seit März 1743 das Kadettenhaus in Berlin und wurde am 25. Januar 1746 als Unteroffizier im Regiment des Prinzen August Ferdinand von Preußen angestellt. Hier stieg er bis November 1754 zum Sekondeleutnant auf. Während des Siebenjährigen Krieges avancierte er bis zum Kapitän und Kompaniechef und kämpfte bei Lobositz, Prag und Leuthen. Für seine Tapferkeit in der Schlacht bei Liegnitz wurde er mit dem Orden Pour le Mérite ausgezeichnet.
1768 wurde er Major und nahm 1778/79 als Oberstleutnant am Bayerischen Erbfolgekrieg teil. Bereits am 7. Juli 1779 wurde Marwitz Oberst und am 22. Mai 1781 zum Regimentskommandeur ernannt. Am 22. Mai 1787 folgte seine Beförderung zum Generalmajor und Marwitz erhielt kurz darauf das Infanterieregiment „von Stwolinsky“ mit dem er noch nach Wesel marschierte, um die in den Niederlanden entstandenen Unruhen zu bekämpfen.

### Familie
Marwitz hatte sich 1766 mit Christiane Friederike Karoline von Woldeck (1730–1804) verheiratet. Sie war die Halbschwester des Generalleutnant Hans Christoph von Woldeck. Aus der Ehe gingen drei Söhne hervor:
- Ferdinand Hans Friedrich Christian (* 29. Juni 1767; † 1. Dezember 1794), preußischer Sekondeleutnant im Kürassierregiment Nr. 2
- Alexander Wilhelm August Georg (* 7. Januar 1769; † 25. September 1827), preußischer Kapitän a. D.

⚭ Helene von Pritzelwitz, Tochter von Adolph Heinrich von Pritzelwitz
⚭ 1822 Johann Juliane Wilhelmine Auguste von Quast (* 8. April 1774; † 4. März 1831)
- Karl Magnus Sigismund (* 14. Mai 1770; † 26. Oktober 1804), preußischer Stabskapitän